# Diecezja São Mateus
Diecezja São Mateus (łac. Dioecesis Sancti Matthaei) – diecezja Kościoła rzymskokatolickiego w Brazylii. Należy do metropolii Vitória i wchodzi w skład regionu kościelnego Leste II. Została erygowana przez papieża Piusa XII bullą Cum territorium w dniu 16 lutego 1958.